# Museu Nacional de Lviv
El Museu Nacional de Lviv Andrei Xeptytsky (en ucraïnès: Національний музей у Львові імені Андрея Шептицького) és un dels museus més importants de Lviv i d'Ucraïna consagrat a la cultura ucraïnesa, que hi és present sota totes les seves formes. El creà l'arquebisbe greco-catòlic Andrei Xeptytsky (en ucraïnès: Андрей Шептицький) el 1905 i originàriament es coneixia com a Museu Eclesiàstic de Lviv (en ucraïnès: Церковний музей). Actualment porta el nom de Xeptytsky.

## Història
El seu fundador va fer una donació d'unes 10.000 peces al museu i va trobar els fons necessaris per al seu manteniment. Comprà una vil·la d'arquitectura neobarroca a fi d'albergar les col·leccions.
Després de la Segona Guerra Mundial, el museu va canviar de nom a Museu d'Art Ucraïnès de Lviv (en ucraïnès: Львівський музей українського мистецтва). La col·lecció es veié augmentada amb nombrosos elements d'altres museus de Lviv tancats pel règim soviètic el 1945. A finals del segle xx, les col·leccions d'icones ucraïneses i d'art popular del museu eren les més riques del país.
Una sèrie de museus dedicats a un sol artista a Lviv, més el Museu d'art de Sokal comparteixen afiliació amb el Museu Nacional. (Vegeu la secció "Edificis i filials" més avall).

## Col·lecció

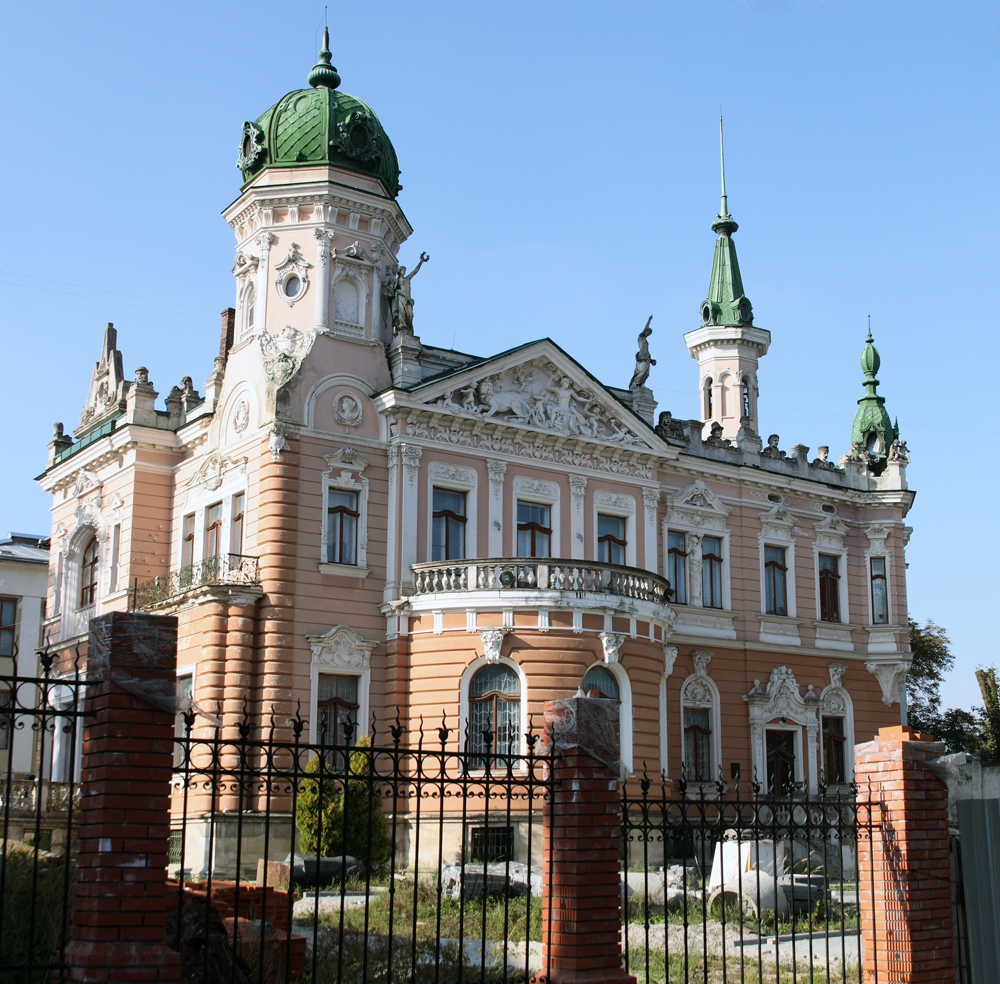
La vil·la que comprà Xeptytsky per a albergar el Museu Eclesiàstic de Lviv, serà la segona seu del museu a la ciutat.

Les icones que són almenys 4.000 formen una part important de la col·lecció com també les escultures d'art sacre popular. Una sèrie de gravats ucraïnesos populars i professionals que remunten als segles xvii i XVIII tenen una gran vàlua per al museu des d'un punt de vista cultural ucraïnès i en total són més de 1.000 en aqueix departament. El museu posseeix pintures de diversos artistes prestigiosos com ara Johann Georg Pinsel, Maciej Polejowski, Michał Filewicz i molts altres.
El Museu Nacional de Lviv també ostenta un bon nombre de manuscrits valuosos, alguns d'ells són molt rars com per exemple les publicacions de Cracòvia de Schweipolt Fiol (1491-1493), unes impressions de Praga i Viena de Francysk Skaryna, i gairebé totes les publicacions d'Ivan Fedorov.
Les exposicions permanents a l'edifici central a 2010 són:
- Art ucraïnès antic („Давнє українське мистецтво”)
- Art dels segles XIX i principis del XX („Мистецтво XIX – поч. ХХ ст.”)
- Art ucraïnès del segle XX („Українське мистецтво ХХ ст.”)
- Art popular („Народне мистецтво”)

A part de les exposicions permanents, també hi ha exposicions temporals.

## Edificis i filials

### Edifici central
El museu té dos edificis. L'edifici central es troba a l'avinguda de la Llibertat (проспект Свободи). D'estil neobarroc, fou construït per albergar el Museu de la Indústria polonès, però amb l'arribada del poder soviètic es convertí en el Museu de Lenin abans de finalment ser convertit en el Museu nacional de Lviv.

### Edifici secundari
El segon edifici al carrer Drahomànov (вулиця Драгоманова) és una antiga vil·la pre-modernista o eclèctica de finals del segle xix, projectat per l'arquitecte Vladyslav Raux (Владислав Рауш) pel professor de la Universitat de Lviv, Emil Dunikovskyi (Еміль Дуніковський, 1855-1924), geòleg i geògraf. De fet, aquesta vil·la la va comprar el Metropolità Xeptytskyi el 1911 per albergar el Museu eclesiàstic que havia fundat el 1905. Només ara s'està renovant per tornar a exercir la funció que va tenir a principis de segle. Aviat obrirà les portes com a segona seu del Museu nacional de Lviv. Encara estava tancat per reformes a 2010.

### Filials a Lviv
A part d'aquests dos edificis, el museu nacional té quatre filials a Lviv:
- Museu memorial d'art d'Oleksa Novakivskyi[Enllaç no actiu] (Художньо-меморіальний музей Олекси Новаківського), dedicat a l'art del pintor ucraïnès Oleksa Novakivskyi (Оле́кса Харла́мпійович Новакі́вський, 1872 – 1935), que es dedicava principalment a l'art religiós i escenes de gènere.
- Museu memorial d'art d'Olena Kyktxytska Arxivat 2016-03-03 a Wayback Machine. (Художньо-меморіальний музей Олени Кульчитської), dedicat a l'art de la pintora i artista gràfica ucraïnesa Olena Kyktxytska (Оле́на Льві́вна Кульчи́цька, 1877 — 1967).
- Museu memorial d'art d'Ivan Truix Arxivat 2016-03-03 a Wayback Machine. (Художньо-меморіальний музей Івана Труша), dedicat a l'art de l'impressionista ucraïnès Ivan Truix (Іва́н Іва́нович Труш, 1869 — 1941), es dedicava principalment als gèneres del retrat i el paisatge.
- Museu memorial d'art de Leopold Levytskyi Arxivat 2016-03-04 a Wayback Machine. (Художньо-меморіальний музей Леопольда Левицького), dedicat a les obres de l'artista gràfic i pintor ucraïnès Leopold Levytskyi (Леопо́льд Іва́нович Леви́цький, 1906 - 1973).

### Filial a Sokal
Museu d'art "Els humans, la terra i l'univers" (Художній Музей «Людина. Земля. Всесвіт»), a la ciutat de Sokall (Сокаль), óblast de Lviv.